# Emys
Emys es un género de tortugas de la familia Emydidae. Las dos especies de Galápagos de este género se distribuyen por Europa, norte de África, Oriente Próximo y Asia central.

## Especies
Tiene descritas dos especies:

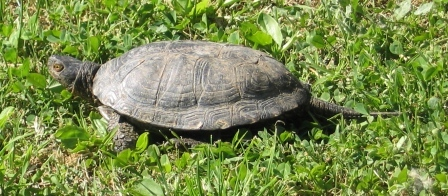
Emys trinacris

- Galápago europeo (Emys orbicularis) (Linnaeus, 1758) - Europa, norte de África, Oriente Próximo y Asia central.
- Emys trinacris Fritz, Fattizzo, Guicking, Tripepi, Pennisi, Lenk, Joger & Wink, 2005 - Sicilia, Italia.